# Rustam Usmonov
Rustam Usmonov (russisch Рустам Усманов Rustam Usmanow; * 1958 in Taschkent, Usbekische SSR) ist ein ehemaliger usbekischer Billardspieler, der in der Billardvariante Russisches Billard antrat.
Er wurde 2001 Weltmeisterschaftsdritter in der Disziplin Freie Pyramide.

## Karriere
Bei der Weltmeisterschaft 2000 schied Usmonov in der Runde der letzten 32 gegen Kirill Anischtschenko aus. Im Juli 2001 zog er bei der WM in Vilnius durch Siege gegen den Titelverteidiger Jewgeni Stalew und Sjarhej Brattschuk ins Halbfinale ein, in dem er sich dem späteren Weltmeister Qanybek Saghyndyqow mit 3:5 geschlagen geben musste, und gewann damit als erster Usbeke eine WM-Medaille. Im folgenden Jahr nahm er nicht an der WM teil.
Im Oktober 2002 wurde der Billardsport in Usbekistan verboten, da den Betreibern mehrerer Billardlokale Verbindungen zu Drogenhandel und Kriminalität vorgeworfen wurden; Billardlokale wurden geschlossen und der nationale Billardverband aufgelöst. Dadurch konnte Usmonov in der Folgezeit nicht trainieren und verpasste zahlreiche Turniere, unter anderem die im November 2002 erstmals ausgetragene Europameisterschaft.
Usmonov kehrte 2004 auf die internationale Ebene zurück und erreichte beim Asian Cup das Viertelfinale, in dem er dem Kirgisen Kanybek Sagynbajew mit 3:5 unterlag. Ein Jahr später verpasste er mit einer Niederlage im entscheidenden Vorrundenspiel gegen Jewgeni Sosykin knapp den Einzug ins Achtelfinale und beendete anschließend seine Karriere.

## Teilnahmen an Weltmeisterschaften
| Disziplin            | 1999              | 2000              | 2001              | 2002              |
| -------------------- | ----------------- | ----------------- | ----------------- | ----------------- |
| Freie Pyramide       | ?                 | L32               | H                 | –                 |
| Dynamische Pyramide  | nicht ausgetragen | nicht ausgetragen | nicht ausgetragen | nicht ausgetragen |
| Kombinierte Pyramide | nicht ausgetragen | nicht ausgetragen | nicht ausgetragen | nicht ausgetragen |
| Quelle:              |                   |                   |                   |                   |

| Legende | Legende                               |
| ------- | ------------------------------------- |
| S       | Sieger                                |
| F       | Finalist                              |
| HF / H  | Halbfinalist                          |
| VF / V  | Viertelfinalist                       |
| AF / A  | Achtelfinalist                        |
| LX      | Niederlage in der Runde der letzten X |
| R2      | Niederlage in Runde 2                 |
| R       | Vorrundenaus/Niederlage in Runde 1    |
| –       | nicht teilgenommen                    |
| n. a.   | nicht ausgetragen                     |